# Рупрехт фон Берг
Рупрехт фон Берг (на немски: Ruprecht von Berg; * 1365, † 29 юли 1394, Падберг – днес част от Марсберг) от фамилията Юлих(-Хаймбах), е княз-епископ на Падерборн (1390 – 1394).

## Живот
Той е първият син на Вилхелм II (1348 – 1408), херцог на Берг, и съпругата му Анна фон Пфалц (1346 – 1415), дъщеря на курфюрст Рупрехт II фон Пфалц, сестра на римско-немския крал Рупрехт. Брат е на Адолф (1370 – 1437), който през 1408 г. последва баща им като херцог на Берг, и на Вилхелм (1382 – 1428), княз-епископ na Падерборн (1402 – 1414).
Рупрехт е изпратен от баща му да учи в Рим, където 1386 г. папа Урбан VI му дава титлата „апостолски нотар“ („notarius apostolicus“). През 1380-те години той не успява да стане епископ на Мюнстер и след това през 1387 г. епископ на Пасау. През 1390 г. е избран за епископ на Падерборн.
Рупрехт умира от чума по време на обсадата на замъка на господарите на Падберг. Погребан е в катедралата на Падерборн. Текстът на гробната му плоча е:
Annis Mille Christi quadringentisque minus sex
De mundo tristi festo Petri Pauli rapuit nex
Rupertum, electum huius ecclesie, bene rectum,
De Montis vectum, Bavarorum fonte refectum.
Cui tu Messia, rogo, confer gaudia dya.
Рупрехт не е помазан за епископ, понеже още не е на необходимите години.